# 짐바브웨 요리

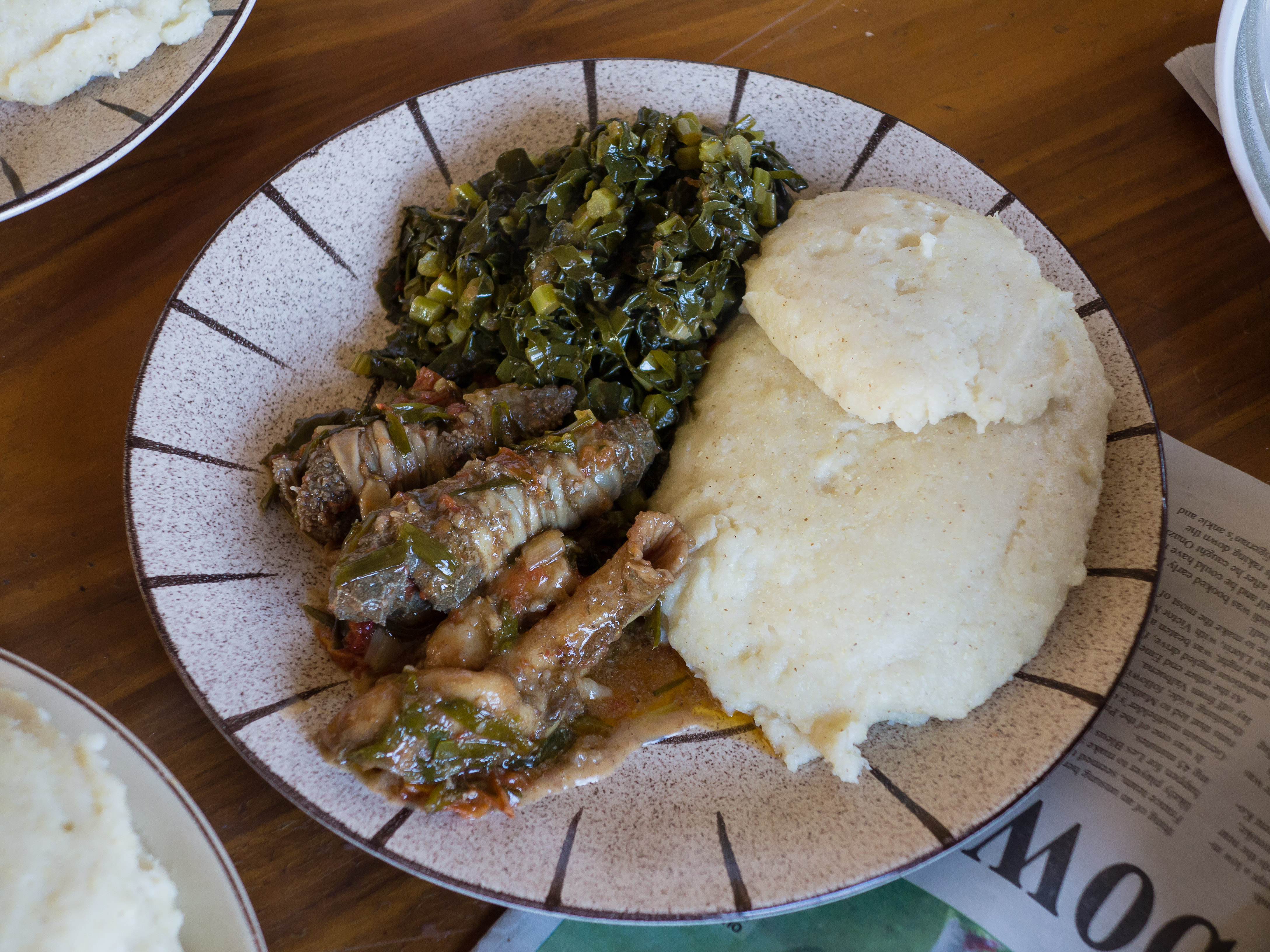
사자와 염소 부속, 채소

짐바브웨 요리(영어: Zimbabwean cuisine 짐바브위언 퀴진[*], 쇼나어: chikafu cheZimbabwe 치카푸 체짐바브웨)는 남아프리카에 있는 짐바브웨의 요리이다.

## 같이 보기
- 아프리카 요리